# Laia Fontàn
Laia Pérez i Fontan (* 15. Juni 1995 in Barcelona), besser bekannt als  Laia Fontàn, ist eine spanische Schauspielerin.

## Leben und Karriere
Fontàn wurde am 15. Juni 1995 in Barcelona geboren. Ihr Debüt gab sie 2016 in dem Film Der Kult – Die Toten kommen wieder. Anschließend war sie 2017 in Realidad Irreal zu sehen. Im selben Jahr wurde sie für den Film Una más gecastet. Von 2019 bis 2020 bekam sie eine Rolle in der Serie The Hockey Girls. Unter anderem spielte sie in der Miniserie Comando Squad: Reset die Hauptrolle. Fontàn ist auch im Theater aktiv und war in den Stücken La Duda, Bruna und Ocells i llops zu sehen.
2023 moderierte sie die sechsteilige Dokumentarserie Ale-hop.

## Filmografie
Filme
- 2016: Der Kult – Die Toten kommen wieder (The Veil)
- 2016: No és el que sembla
- 2017: Realidad Irreal
- 2017: Una más
- 2017: Todos los hombres del Mundo
- 2017: Liu Bai
- 2018: Ventanas
- 2018:Show en el Apolo
- 2018: Appland

Serien
- 2019–2020: The Hockey Girls (Les de l'hoquei)
- 2020: Comando Squad: Reset
- 2021: Los herederos de la tierra